# Campionati del mondo di ciclismo su pista 2024 - Omnium femminile
La gara Omnium femminile ai Campionati del mondo di ciclismo su pista 2024 si è svolta il 18 ottobre 2024. È stata vinta dalla neozelandese Ally Wollaston.

## Podio
| Pos.    | Atleta          | Nazionalità   |
| ------- | --------------- | ------------- |
| Oro     | Ally Wollaston  | Nuova Zelanda |
| Argento | Jessica Roberts | Gran Bretagna |
| Bronzo  | Anita Stenberg  | Norvegia      |

## Risultati

### Scratch
Prima di 4 prove
| Posizione | Atleta              | Nazione       | Giro persi | Punti |
| --------- | ------------------- | ------------- | ---------- | ----- |
| 1         | Yareli Acevedo      | Messico       |            | 40    |
| 2         | Amalie Dideriksen   | Danimarca     |            | 38    |
| 3         | Petra Ševčíková     | Rep. Ceca     |            | 36    |
| 4         | Anita Stenberg      | Norvegia      |            | 34    |
| 5         | Victoire Berteau    | Francia       |            | 32    |
| 6         | Lara Gillespie      | Irlanda       |            | 30    |
| 7         | Jessica Roberts     | Gran Bretagna |            | 28    |
| 8         | Maria Martins       | Portogallo    |            | 26    |
| 9         | Ally Wollaston      | Nuova Zelanda |            | 24    |
| 10        | Aline Seitz         | Svizzera      |            | 22    |
| 11        | Letizia Paternoster | Italia        |            | 20    |
| 12        | Zhou Menghan        | Cina          |            | 18    |
| 13        | Alžbeta Bačíková    | Slovacchia    |            | 16    |
| 14        | Jennifer Valente    | Stati Uniti   |            | 14    |
| 15        | Olga Wankiewicz     | Polonia       |            | 12    |
| 16        | Lee Sze Wing        | Hong Kong     |            | 10    |
| 17        | Eva Anguela         | Spagna        |            | 8     |
| 18        | Akvilė Gedraitytė   | Lituania      |            | 6     |
| 19        | Tsuyaka Uchino      | Giappone      |            | 4     |
| 20        | Lily Plante         | Canada        |            | 2     |
| 21        | Lina Hernández      | Colombia      |            | 1     |
| 22        | Alexandra Manly     | Australia     |            | 1     |
| 23        | Marith Vanhove      | Belgio        |            | 1     |
| 24        | Fanny Cauchois      | Laos          |            | 1     |

### Tempo race
Seconda di 4 prove
| Posizione | Atleta              | Nazione       | Punti giro | Punti sprint | Punti totali | Punti prova |
| --------- | ------------------- | ------------- | ---------- | ------------ | ------------ | ----------- |
| 1         | Ally Wollaston      | Nuova Zelanda | 20         | 10           | 30           | 40          |
| 2         | Tsuyaka Uchino      | Giappone      | 20         | 3            | 23           | 38          |
| 3         | Jessica Roberts     | Gran Bretagna | 20         | 1            | 21           | 36          |
| 4         | Anita Stenberg      | Norvegia      | 20         | 1            | 21           | 34          |
| 5         | Victoire Berteau    | Francia       | 20         | 0            | 20           | 32          |
| 6         | Amalie Dideriksen   | Danimarca     | 0          | 4            | 4            | 30          |
| 7         | Aline Seitz         | Svizzera      | 0          | 3            | 3            | 28          |
| 8         | Letizia Paternoster | Italia        | 0          | 2            | 2            | 26          |
| 9         | Lara Gillespie      | Irlanda       | 0          | 1            | 1            | 24          |
| 10        | Jennifer Valente    | Stati Uniti   | 0          | 1            | 1            | 22          |
| 11        | Eva Anguela         | Spagna        | 0          | 0            | 0            | 20          |
| 12        | Lily Plante         | Canada        | 0          | 0            | 0            | 18          |
| 13        | Maria Martins       | Portogallo    | 0          | 0            | 0            | 16          |
| 14        | Petra Ševčíková     | Rep. Ceca     | 0          | 0            | 0            | 14          |
| 15        | Yareli Acevedo      | Messico       | 0          | 0            | 0            | 12          |
| 16        | Olga Wankiewicz     | Polonia       | 0          | 0            | 0            | 10          |
| 17        | Lee Sze Wing        | Hong Kong     | 0          | 0            | 0            | 8           |
| 18        | Alexandra Manly     | Australia     | 0          | 0            | 0            | 6           |
| 19        | Lina Hernández      | Colombia      | 0          | 0            | 0            | 4           |
| 20        | Zhou Menghan        | Cina          | 0          | 0            | 0            | 2           |
| 21        | Marith Vanhove      | Belgio        | 0          | 0            | 0            | 1           |
| 22        | Akvilė Gedraitytė   | Lituania      | 0          | 0            | 0            | 1           |
| 23        | Alžbeta Bačíková    | Slovacchia    | −20        | 0            | −20          | 1           |
| 24        | Fanny Cauchois      | Laos          | −40        | 0            | −40          | −39         |

### Corsa a eliminazione
Terza di 4 prove
| Posizione | Atleta              | Nazione       | Punti prova |
| --------- | ------------------- | ------------- | ----------- |
| 1         | Ally Wollaston      | Nuova Zelanda | 40          |
| 2         | Jennifer Valente    | Stati Uniti   | 38          |
| 3         | Anita Stenberg      | Norvegia      | 36          |
| 4         | Victoire Berteau    | Francia       | 34          |
| 5         | Amalie Dideriksen   | Danimarca     | 32          |
| 6         | Maria Martins       | Portogallo    | 30          |
| 7         | Jessica Roberts     | Gran Bretagna | 28          |
| 8         | Lara Gillespie      | Irlanda       | 26          |
| 9         | Petra Ševčíková     | Rep. Ceca     | 24          |
| 10        | Eva Anguela         | Spagna        | 22          |
| 11        | Yareli Acevedo      | Messico       | 20          |
| 12        | Tsuyaka Uchino      | Giappone      | 18          |
| 13        | Alexandra Manly     | Australia     | 16          |
| 14        | Akvilė Gedraitytė   | Lituania      | 14          |
| 15        | Letizia Paternoster | Italia        | 12          |
| 16        | Lee Sze Wing        | Hong Kong     | 10          |
| 17        | Zhou Menghan        | Cina          | 8           |
| 18        | Aline Seitz         | Svizzera      | 6           |
| 19        | Olga Wankiewicz     | Polonia       | 4           |
| 20        | Alžbeta Bačíková    | Slovacchia    | 2           |
| 21        | Lina Hernández      | Colombia      | 1           |
| 22        | Marith Vanhove      | Belgio        | 1           |
| 23        | Fanny Cauchois      | Laos          | 1           |
| 24        | Lily Plante         | Canada        | 1           |

### Corsa a punti e classifica finale
Quarta di 4 prove.
In quest'ultima prova i ciclisti sommano ai punti guadagnati nelle precedenti prove (class. parziale), i punti di quest'ultima (giro e sprint). 
| Posizione | Atleta              | Nazione       | Class. parziale | Punti giro | Punti sprint | Classifica finale |
| --------- | ------------------- | ------------- | --------------- | ---------- | ------------ | ----------------- |
| 1         | Ally Wollaston      | Nuova Zelanda | 104             | 0          | 27           | 131               |
| 2         | Jessica Roberts     | Gran Bretagna | 92              | 20         | 7            | 119               |
| 3         | Anita Stenberg      | Norvegia      | 104             | 0          | 6            | 110               |
| 4         | Victoire Berteau    | Francia       | 98              | 0          | 9            | 107               |
| 5         | Amalie Dideriksen   | Danimarca     | 100             | 0          | 0            | 100               |
| 6         | Yareli Acevedo      | Messico       | 72              | 20         | 3            | 95                |
| 7         | Tsuyaka Uchino      | Giappone      | 60              | 20         | 9            | 89                |
| 8         | Lara Gillespie      | Irlanda       | 80              | 0          | 5            | 85                |
| 9         | Jennifer Valente    | Stati Uniti   | 74              | 0          | 8            | 82                |
| 10        | Petra Ševčíková     | Rep. Ceca     | 74              | 0          | 0            | 74                |
| 11        | Maria Martins       | Portogallo    | 72              | 0          | 0            | 72                |
| 12        | Aline Seitz         | Svizzera      | 56              | 0          | 3            | 59                |
| 13        | Letizia Paternoster | Italia        | 58              | 0          | 0            | 58                |
| 14        | Eva Anguela         | Spagna        | 50              | 0          | 0            | 50                |
| 15        | Lee Sze Wing        | Hong Kong     | 28              | 0          | 5            | 33                |
| 16        | Alexandra Manly     | Australia     | 23              | 0          | 6            | 29                |
| 17        | Lily Plante         | Canada        | 21              | 0          | 7            | 28                |
| 18        | Olga Wankiewicz     | Polonia       | 26              | 0          | 1            | 27                |
| 19        | Lina Hernández      | Colombia      | 6               | 0          | 1            | 7                 |
| 20        | Akvilė Gedraitytė   | Lituania      | 21              | −20        | 0            | 1                 |
| 21        | Zhou Menghan        | Cina          | 28              | −40        | 0            | −12               |
| 22        | Marith Vanhove      | Belgio        | 3               | −20        | 2            | −15               |
| 23        | Alžbeta Bačíková    | Slovacchia    | 19              | −40        | 0            | −21               |
| 24        | Fanny Cauchois      | Laos          | -37             | −40        | 0            | −77               |